# Pierre Tambourin
Pour les articles homonymes, voir Tambourin.
Pierre Tambourin, né le 23 septembre 1943 à Vouziers (Ardennes), est un biologiste français. La majeure partie de ses travaux concernent la cancérologie expérimentale qui vise à identifier les mécanismes qui transforment une cellule normale en cellule cancéreuse.

## Biographie
Pierre Tambourin intègre École polytechnique en 1964. Il obtient une maîtrise de sciences en 1968 et un DEA en génétique moléculaire en 1970.
Pierre Tambourin démarre comme chargé de recherche à l’Inserm en 1967. Dès 1968, ses recherches portent sur le mécanisme de cancérisation cellulaire par des rétrovirus murins dont Raymond Latarjet avait commencé l'analyse en 1958 avec Charlotte Friend aux États-Unis, travaux que François Zajdela avait poursuivis à l'Institut Curie. Jusqu'à 1975, il étudie la physiopathologie in vivo chez la souris, ce qui le mène à identifier un premier type de leucémie qui est publié dans la revue Nature en 1975.
En 1975, il est nommé directeur de recherche à l'Inserm. Jusqu'en 1981, il analyse le comportement cellulaire de cette leucémie expérimentale.
De 1982 à 1985, Pierre Tambourin est visiting scientist et guest worker au NIH-NCI chez le Dr D. Lowy du laboratoire d'oncologie cellulaire à Washington pour se perfectionner en biologie moléculaire. 
À partir de 1985, il rejoint Jean-Paul Lévy à la direction de l’Unité Associée n°628 du CNRS à l'Hôpital Cochin, et est responsable de l'unité Inserm 152 Immunologie et virologie des cancers. 
En 1989, il devient directeur de la Section de Biologie (350 personnes) de l’Institut Curie.
De 1993 à 1997, il est directeur du département des Sciences de la Vie du CNRS.
Directeur général de Genopole Évry de 1998 à 2016, Pierre Tambourin a été chargé par le ministre de l'Éducation nationale de coordonner le réseau national des génopoles de 2000 à 2002.

## Autres fonctions

### Sciences
- Depuis avril 2010 : Président du Comité national de réflexion éthique sur l'expérimentation animale
- Depuis mars 2009 : Président de l'association Centre de recherche clinique et translationnelle
- Depuis janvier 2009 : Président du Comité scientifique BioRéalités[1]
- Novembre 2005 - novembre 2009 : Vice-président du Pôle de compétitivité Medicen Paris Region
- 2003 - 2005 : Président du Centre d’étude du polymorphisme humain (CEPH)
- 1998 - 2003 : Président du conseil scientifique de l’Institut national de la recherche agronomique (Inra)
- 1991 - 1994 : Vice-président du conseil scientifique de l’Inserm[1]

### Enseignement
- 2004 - 2009 : Président du conseil d’administration de l’École normale supérieure de Cachan
- 1999 : Président du conseil de perfectionnement du DESS « Création d’entreprise et ingénierie entrepreneuriale » de l’Université d’Évry Val-d’Essonne
- Directeur de recherche : classe exceptionnelle (1994), 1re classe (1990), 2e classe (1975)
- Avant 1993 : Participation à divers cours ou DEA parisiens ou provinciaux : Bases fondamentales de l’Oncogénèse (M. Boiron, R. Monier);  Pharmacologie (R. Charron); Cellules du Sang (D. Charron); Oncogènes : relations avec les facteurs de croissance cellulaire - Université de Clermont-Ferrand (R.Durand); Virologie Générale - Institut Pasteur; European School of Hematology.

### Politique
- 2020 : 1er adjoint de la commune de Moissac Bellevue (83)
- 2008 : conseiller municipal d’Évry, délégué à la recherche, biotechnologies, université
- 2008 : 5e vice-président à la communauté d’agglomération Évry-Centre-Essonne, chargé de l’enseignement supérieur, de la recherche et de l’innovation
- 2008 : représentant de la communauté d’agglomération à la commission sociale d’établissement de l’université d’Évry Val-d’Essonne

### Comité éditorial
- Membre du comité éditorial de Biotech&Finances
- 2007 : Membre de Editorial Council of RECIIS
- 2002 : Membre du Comité Scientifique de Biofutur – Éditions Elsevier
- 1999 : Membre de l’éditorial board du Journal of Biomedicine and Biotechnology

## Activités extérieures actuelles
- Membre de l'Académie des technologies (depuis 2013)
- Président Comité Scientifique BioRéalités (janvier 2009)
- Membre du conseil d’administration de l’Université d’Évry Val-d’Essonne (2008)
- Membre du comité sectoriel du département biologie/santé de l’Agence Nationale de la Recherche (2007)
- Membre de l’Assemblée des cent de l’Institut Pasteur (2006)
- Membre du comité de sélection Biotop de l’Institut Pasteur (2006)
- Président du conseil pour les initiatives stratégiques et scientifiques de Genome Quebec (2006)
- Président du conseil scientifique international de l’Institut des Technologies Avancées en sciences du Vivant (ITAV) (2005)
- Membre du conseil scientifique de l’Association Science Technologie Société (2005)
- Administrateur du Leem Recherche (2004)
- Président du conseil d’administration de l’ENS Cachan (2004)
- Membre du conseil d’administration du groupe X-Biotech (2004)
- Membre du Conseil Scientifique « Culture, Informations Scientifiques et Techniques, et des Musées » (2000)

## Travaux
Essentiellement consacrée à la cancérologie expérimentale visant à comprendre les mécanismes qui transforment une cellule normale en cellule cancéreuse, puis à identifier les gènes impliqués dans ces mécanismes.
Faits principaux
1. Premier modèle de leucémogénèse expérimentale avec mise en évidence d'une progression tumorale in vivo et in vitro
2. Isolement et étude de lignées produisant constitutivement de l'érythropoïétine
3. Isolement d'un nouveau rétrovirus : le MPLV ayant transduit un nouvel oncogène d'origine cellulaire
4. Identification et caractérisation de plusieurs oncogènes : mpl, fim-1, fim-2/c-fms, fim-3/evi-1, Spi-1 impliqués dans les processus leucémogènes.

Dès son entrée à l'Inserm en 1968, les recherches de Pierre Tambourin ont porté sur l'étude du mécanisme de cancérisation cellulaire par des rétrovirus murins dont Raymond Latarjet avait commencé l'analyse dès 1958 avec Charlotte Friend aux États-Unis, travaux que François Zajdela avait poursuivis à l'Institut Curie. Ce travail peut se diviser en quatre périodes principales :
De 1968 à 1975 (Institut Curie, Orsay)
Études essentiellement physiopathologiques menées in vivo chez la souris, visant à disséquer le processus leucémogène : mieux comprendre comment le virus érythroblastique de Friend transforme les cellules au sein de l'animal, identifier les cellules cibles du virus, appréhender le rôle des cellules souches du système hématopoiétique dans ce processus, préciser les mécanismes pathologiques de la différenciation cellulaire dans ce système, constituèrent nos principaux objectifs. Quinze articles furent publiés durant cette période dont un article majeur dans Nature en 1971 et un premier modèle de cette leucémie publié également dans Nature en 1975, qui définit un processus tumoral sans cellule immortalisée, associé à une différenciation érythropoïétique pathologique puisqu'elle se produit sans l'hormone normalement requise au déclenchement et à l'accomplissement de ce programme {Nature 1971 et 1975 (2)}.
De 1975 à 1981 (Institut Curie, Orsay)
Analyse des évènements oncogéniques cellulaires successifs au cours de cette leucémie expérimentale. Cette phase s'est terminée par la publication d'un modèle beaucoup plus complet admis par tous et toujours valable dans lequel nous affirmons le concept de progression tumorale largement repris depuis la découverte des oncogènes. Les cellules transformées morphologiquement, de durée de vie brève, subissent un deuxième évènement génétique qui les « immortalise » et les rend hautement malignes. Elles deviennent tumorigènes {C.R.A.S. 1980, Leukemia Research 1981, PNAS 1981 (2), Blood Cell 1981}. 
Durant cette période, nous démontrons qu'un concept très populaire à l'époque, dit des T CFU (cellules tumorigènes précoces dans le Friend), développées par A. Axelrad à Toronto, est en fait basé sur une erreur méthodologique {Int. J. Cancer 1978 (2)}.
Ces résultats amorcèrent une troisième période caractérisée par l'étude de nouveaux modèles. Une recherche approfondie sur le rôle respectif des deux espèces rétrovirales présentes dans le complexe de Friend aboutit à deux résultats originaux :
1. Isolement de lignées tumorales érythroblastiques produisant constitutivement de l'érythropoïétine, l'hormone normalement sécrétée par le rein qui contrôle la différenciation érythropoïétique normale {C.R.A.S. 1983, PNAS 1983, Blood 1984}.
2. Isolement, à l'Institut Curie d'Orsay, d'un nouveau rétrovirus murin, le Myelo Proliferative Leukemia Virus ou MPLV, aux propriétés particulièrement intéressantes et dont les résultats ultérieurs montrèrent qu'il a transduit un nouvel oncogène cellulaire, le gène mpl. Ce virus infecte de nombreux types cellulaires et manifeste un pouvoir oncogénique dans les cellules hématopoïétiques de tous types (cellules souches, cellules précurseurs) qu'il rend, en quelques heures, indépendantes des facteurs de croissance requis pour leur prolifération ou leur différenciation. In vivo, l'infection se traduit par une hépatosplénomégalie massive et rapide due à l'intense prolifération et à la différenciation de ces cellules. En phase terminale, le sang ressemble à une moelle osseuse. In vitro, ces cellules, qu'il est difficile habituellement d'étudier et de maintenir en vie, se multiplient activement en milieu simple, sans facteur de croissance, après infection par le MPLV, produisant des lignées cellulaires établies qui constituent autant de modèles de différenciation intéressants {Virology 1986, Cell 1989, PNAS 1992}.

## Distinctions, décorations et prix
- Commandeur de la Légion d'honneur (2016)[2]
- Commandeur de l’Ordre National du Mérite (2015)
- Officier de l’Ordre National du Mérite (2002)
- Chevalier de l’Ordre National du Mérite (1989)
- Chevalier de la Légion d ’Honneur (1er avril 1997)
- Prix Rosen de Cancérologie de la Fondation pour la Recherche médicale (1993)[1]
- Prix Gallet-Breton de l’Académie Nationale de médecine (1989)[1]
- Prix Cochin (Cancer-Hématologie) (1987)[1]
- Prix Ligue Nationale française contre le Cancer - Comité de l’Essonne (1982)[1]
- Prix ESSEC-Cancer (1974)[1]

## Textes, interventions et publications
- Faut-il avoir peur des OGM ?, Les enquêtes de Marie-Odile Monchicourt, avec Pierre Tambourin, Editions Platypus Press, mars 2002
- Les traditions françaises à l’épreuve des biotechnologies, débat avec Pierre Tambourin, Octobre 2003
- « Proposition pour le développement de l’innovation et de la compétitivité en Ile-de-France », Rapport du Groupe Olivier, juin 2004
- « Le sursaut : vers une nouvelle croissance pour la France », Groupe de travail présidé par Michel Camdessus. Participation de Pierre Tambourin, 2004
- Le Défi de l’excellence scientifique et technologique pour le futur, Défis FutuRIS : Rapport du groupe de travail présidé par Pierre Tambourin, Août 2004
- « Les grands instruments de la biologie moléculaire, prémices de la médecine de demain », par Pierre Tambourin, La Revue pour l’histoire du CNRS, N°12 - Mai 2005
- Article « Biotechnologies » in Encyclopaedia Universalis © Encyclopaedia Universalis France S.A. 2008. Par Pierre Tambourin
- « Pourquoi les mules ne sont pas des mères poules et 99 autres questions aux généticiens » par Frédéric Denhez et Marielle Mayo, sous la direction de Pierre Tambourin, L'Archipel, mars 2010
- "Le Génie des Gènes", avec Lauriane Geffroy, avec la collaboration de Jean-François Prud'homme, Editions du Cherche-Midi, 2017